# Werner Ohnsorge
Ernst Werner Theodor Ohnsorge, Pseudonym Wilhelm Strauch (* 16. Januar 1904 in Dresden; † 23. November 1985 in Neustadt an der Weinstraße) war ein deutscher Byzantinist und Archivar.
1922 an der Universität zu Berlin studierte er klassische Philologie und Geschichte bei Werner Jaeger, Eduard Meyer, Friedrich Meinecke und Albert Brackmann. Nach der Promotion 1927 in Berlin war er ab 1947 im niedersächsischen Archivdienst tätig und ab 1961 Honorarprofessor für Mittlere und neuere Geschichte unter besonderer Berücksichtigung der byzantinischen Geschichte und 1969 Professor für Mittlere und neuere Geschichte unter besonderer Berücksichtigung der byzantinischen Geschichte an der Universität Hamburg.

## Schriften (Auswahl)
- Die Legaten Alexanders III. im ersten Jahrzehnt seines Pontifikats (1159–1169) (= Historische Studien Heft 175). Emil Ebering, Berlin 1928, OCLC 915694724 (zugleich Dissertation, Berlin 1927) (online).
- Das Zweikaiserproblem im früheren Mittelalter. Die Bedeutung des byzantinischen Reiches für die Entwicklung der Staatsidee in Europa. Lax, Hildesheim 1947, OCLC 564111552.
- Abendland und Byzanz. Gesammelte Aufsätze zur Geschichte der byzantinisch-abendländischen Beziehungen und des Kaisertums. Wissenschaftliche Buchgesellschaft, Darmstadt 1958; Neuausgabe ebenda 1979, ISBN 3-534-07888-8.
- Zweihundert Jahre Geschichte der Königlichen Bibliothek zu Hannover (1665–1866) (= Veröffentlichungen der Niedersächsischen Archivverwaltung. Heft 14). Vandenhoeck & Ruprecht, Göttingen 1962, OCLC 906366915.